# Kallakkurichi
Kallakkurichi (o Kallakkurichchi) è una suddivisione dell'India, classificata come town panchayat, di 36.742 abitanti, situata nel distretto di Viluppuram, nello stato federato del Tamil Nadu. In base al numero di abitanti la città rientra nella classe III (da 20.000 a 49.999 persone).

## Geografia fisica
La città è situata a 11° 43' 60 N e 78° 58' 0 E e ha un'altitudine di 111 m s.l.m..

## Società

### Evoluzione demografica
Al censimento del 2001 la popolazione di Kallakkurichi assommava a 36.742 persone, delle quali 18.522 maschi e 18.220 femmine. I bambini di età inferiore o uguale ai sei anni assommavano a 4.045, dei quali 2.066 maschi e 1.979 femmine. Infine, coloro che erano in grado di saper almeno leggere e scrivere erano 27.230, dei quali 14.946 maschi e 12.284 femmine.